# Rusty Hamer
Rusty Hamer (* 15. Februar 1947 in Tenafly, New Jersey; † 18. Januar 1990 in DeRidder, Beauregard Parish, Louisiana) war ein US-amerikanischer Filmschauspieler.

## Leben

### Kindheit und Karriere
Rusty Hamer wurde als Sohn der Stummfilmschauspielerin Dorothy Chretin und eines namentlich nicht bekannten Kameratechnikers geboren. Durch den frühen Tod seines Vaters im Jahr 1953 – Hamer war erst sechs Jahre alt – musste der Junge nun als „Ernährer“ in der Familie fungieren und übernahm im selben Jahr im Western Fort Ti seine erste kleinere Rolle. Nach einer Handvoll weiterer Rollen, darunter im 1956 produzierten Filmklassiker Tolle Jungs im Einsatz (Dance with Me Henry) an der Seite von Abbott und Costello, bekam er bereits 1953 die Rolle offeriert, mit der er bis heute am Bekanntesten sein sollte. Künftig sollte er an der Seite von Danny Thomas in der Sitcom Make Room for Daddy den charmanten sommersprossigen Jungen Rusty Williams verkörpern. Die Serie lief zwölf Jahre lang, zwischen 1953 und 1965, und war ein voller Erfolg. 1970 wagten sich die Produzenten an ein Spin-off mit dem Titel Make Room for Granddaddy, doch war diese Serie ein Flop, so dass sie 1971 nach nur 13 Episoden eingestellt wurde.

### Späteres Leben
Das Ende der Serie bedeutete für den damals 24-Jährigen auch das Ende seiner Karriere als Schauspieler. Die Produzenten hatten das Interesse an ihm verloren. Zwar hatte er durch seine Filmkarriere viel Geld verdient, doch nicht genügend, um sich nun eine College-Ausbildung finanzieren zu können. Zusammen mit seinem Bruder und dessen Ehefrau zog Hamer von Kalifornien nach Louisiana, wo er in Allen Parish am Bundick Lake ein mehrere Acres großes Landstück erwarb, um es zu bewirtschaften, doch hatte Hamer nicht das nötige landwirtschaftliche Wissen, so dass er das Unterfangen nach einigen Jahren aufgeben musste. Ebenfalls von Misserfolg gekrönt war sein Versuch, 1981 im Osten von Texas in einem Ölfeld mitzuarbeiten. Da er nicht über die mechanischen Kenntnisse verfügte, wurde er nach nur einem Jahr entlassen.

### Tod
Rusty Hamer hielt sich danach mit Gelegenheitsjobs finanziell über Wasser, so zuletzt im Jahr 1989 als Hilfskoch in der kleinen Gaststätte seines Bruders. Er hatte zusehends Depressionen und bekam vermehrt Probleme mit Alkohol. Zuletzt lebte er in einem Wohnwagen südöstlich der Kleinstadt DeRidder. Am 18. Januar 1990 griff der 42-jährige Hamer zu seiner .357 Magnum und setzte seinem Leben mit einem Schuss in den Kopf ein Ende.
Er war nie verheiratet und hatte auch keine Kinder.
Heute erinnert ein Stern am Hollywood Walk of Fame an den einstigen Kinderstar.